# El Hormiguero
«Мурашник» (ісп. «El Hormiguero») — іспанська розважальна телепрограма. Програма побудована у форматі інтерв'ю Пабло Мотоса з відомими особистостями та участі гостей у додаткових цікавих активностях. Додаткові активності є надзвичайно різноманітними (від ознайомлення глядачів з китайськими традиціями до надання корисних побутових порад). Ведучим програми є Пабло Мотос.

## Гості телепрограми (вибрані)
| Дата ефіру        | Гість (гості)                                                                | Рід діяльності | Примітки                                                                                              |
| ----------------- | ---------------------------------------------------------------------------- | -------------- | --- |
| 26 листопада 2006 | Алехандро Санс ( Іспанія)                                                    | музика         | |
| 20 травня 2007    | Марта Санчес ( Іспанія)                                                      | музика         | |
| 30 жовтня 2007    | Лоліта Флорес ( Іспанія)                                                     | музика         | |
| 11 березня 2008   | Аранча Санчес Вікаріо ( Іспанія)                                             | спорт          | |
| 7 листопада 2008  | Кіра Міро ( Іспанія)                                                         | кіно           | |
| 20 січня 2009     | Роб Шнайдер ( США)                                                           | кіно           | |
| 24 лютого 2009    | Майкл Голл ( США)                                                            | кіно           | |
| 1 квітня 2009     | Двейн Джонсон ( США)                                                         | кіно           | |
| 18 травня 2009    | Аліша Діксон ( Велика Британія)                                              | музика         | |
| 11 червня 2009    | Ешлі Тісдейл ( США)                                                          | музика         | |
| 16 червня 2009    | Едурне Пасабан ( Іспанія)                                                    | спорт          | |
| 17 червня 2009    | Метью Фокс ( США)                                                            | кіно           | |
| 3 вересня 2009    | Олівія Вайлд ( США)                                                          | кіно           | |
| 28 вересня 2009   | Tokio Hotel ( Німеччина)                                                     | музика         | |
| 5 жовтня 2009     | Алехандро Аменабар ( Іспанія) та Рейчел Вайс ( Велика Британія)              | кіно           | Спеціальною гостею ефіру стала Чечілія Бартолі                                                        |
| 5 листопада 2009  | Бен Кінгслі ( Велика Британія)                                               | кіно           | |
| 7 січня 2010      | Г'ю Грант ( Велика Британія)                                                 | кіно           | |
| 19 січня 2010     | Аліша Кіз ( США)                                                             | музика         | |
| 24 лютого 2010    | Мел Гібсон ( США)                                                            | кіно           | |
| 13 квітня 2010    | Селена Гомес ( США)                                                          | кіно           | |
| 15 квітня 2010    | Ліза Едельштейн ( США)                                                       | кіно           | |
| 31 травня 2010    | Майлі Сайрус ( США)                                                          | музика         | [ 4 ]                                                                                                 |
| 9 червня 2010     | Девід Гетта ( Франція)                                                       | музика         | |
| 10 червня 2010    | Kesha ( США)                                                                 | музика         | [ 5 ]                                                                                                 |
| 8 листопада 2010  | Джонні Ноксвілл ( США)                                                       | кіно           | |
| 9 листопада 2010  | Еміліо Естевес ( США) та Мартін Шин ( США)                                   | кіно           | |
| 15 листопада 2010 | Тоні Еліас ( Іспанія)                                                        | спорт          | |
| 9 грудня 2010     | Ед Гарріс ( США)                                                             | кіно           | |
| 19 січня 2011     | Тімоті Оліфант ( США) та Дрю Беррімор ( США)                                 | кіно           | |
| 16 лютого 2011    | Даффі ( Велика Британія)                                                     | музика         | |
| 21 лютого 2011    | Карлос Моя ( Іспанія)                                                        | спорт          | |
| 22 лютого 2011    | Дженніфер Еністон ( США) та Адам Сендлер ( США)                              | кіно           | |
| 16 березня 2011   | Орландо Блум ( Велика Британія)                                              | кіно           | |
| 20 березня 2011   | Ольга Куриленко ( Франція)                                                   | кіно           | Під час програми Мотос та Куриленко намагалися відтворити складні за вимовою міста України та Іспанії |
| 30 березня 2011   | Maná ( Мексика)                                                              | музика         | |
| 6 квітня 2011     | Алекс Петтіфер ( Велика Британія) та Тереза Палмер ( Австралія)              | кіно           | |
| 8 червня 2011     | Pitbull ( США)                                                               | музика         | |
| 20 червня 2011    | Двайт Говард ( США)                                                          | спорт          | |
| 22 червня 2011    | Адріана Карамбе ( Словаччина)                                                | мода           | |
| 29 вересня 2011   | Тейлор Лотнер ( США)                                                         | кіно           | |
| 19 жовтня 2011    | Роберт Інглунд ( США)                                                        | кіно           | |
| 24 листопада 2011 | Девід Гассельгофф ( США)                                                     | кіно           | |
| 26 листопада 2011 | Роуен Аткінсон ( Велика Британія)                                            | кіно           | |
| 28 листопада 2011 | Джастін Тімберлейк ( США) та Аманда Сейфрід ( США)                           | кіно           | |
| 6 грудня 2011     | Nancys Rubias ( Іспанія)                                                     | музика         | |
| 11 січня 2012     | Іманоль Аріас ( Іспанія)                                                     | кіно           | Спеціальним гостем ефіру став Мішел Тело                                                              |
| 24 січня 2012     | Венсан Кассель ( Франція)                                                    | кіно           | |
| 8 березня 2012    | Денні ДеВіто ( США)                                                          | кіно           | |
| 20 березня 2012   | Хемма Менгуаль ( Іспанія)                                                    | спорт          | |
| 19 квітня 2012    | Дженніфер Лоуренс ( США)                                                     | кіно           | |
| 3 травня 2012     | Джейсон Біггс ( США) та Шон Вільям Скотт ( США)                              | кіно           | |
| 9 травня 2012     | Борис Бекер ( Німеччина)                                                     | спорт          | |
| 15 травня 2012    | Руді Фернандес ( Іспанія)                                                    | спорт          | |
| 17 травня 2012    | Шарліз Терон ( США) та Крістен Стюарт ( США)                                 | кіно           | |
| 29 травня 2012    | Чарльз Дюк ( США)                                                            | космонавтика   | |
| 13 червня 2012    | Гайді Клум ( Німеччина)                                                      | мода           | |
| 11 жовтня 2012    | Рафаель Надаль ( Іспанія)                                                    | спорт          | |
| 29 жовтня 2012    | Гвінет Пелтроу ( США)                                                        | кіно           | |
| 27 листопада 2012 | Ерос Рамазотті ( Італія)                                                     | музика         | |
| 10 січня 2013     | Елена Фуріасе ( Іспанія) та Надя де Сантьяго ( Іспанія)                      | кіно           | |
| 22 січня 2013     | Дензел Вашингтон ( США)                                                      | кіно           | |
| 4 лютого 2013     | Ніколай Костер-Валдау ( Данія)                                               | кіно           | |
| 6 травня 2013     | Роса Дієс ( Іспанія)                                                         | політика       | |
| 7 травня 2013     | Ана Іванович ( Сербія) та Новак Джокович ( Сербія)                           | спорт          | |
| 3 червня 2013     | Давід Вілья ( Іспанія)                                                       | спорт          | |
| 13 червня 2013    | Мігель Аріас Каньєте ( Іспанія)                                              | політика       | |
| 4 вересня 2013    | Ченнінг Тейтум ( США)                                                        | кіно           | |
| 30 вересня 2013   | Віллем Дефо ( США)                                                           | кіно           | |
| 7 жовтня 2013     | Віктор Вальдес ( Іспанія)                                                    | спорт          | |
| 17 жовтня 2013    | Том Генкс ( США)                                                             | кіно           | |
| 22 жовтня 2013    | Глорія Естефан ( США)                                                        | музика         | |
| 7 листопада 2013  | Гаррісон Форд ( США)                                                         | кіно           | |
| 9 грудня 2013     | Белен Руеда ( Іспанія) та Маріо Касас ( Іспанія)                             | кіно           | |
| 19 грудня 2013    | Ікер Касільяс ( Іспанія)                                                     | спорт          | |
| 27 лютого 2014    | Раффаелла Карра ( Італія)                                                    | кіно           | |
| 5 березня 2014    | Карлос Сантана ( Мексика)                                                    | музика         | |
| 9 квітня 2014     | Джеремі Айронс ( Велика Британія)                                            | кіно           | |
| 20 травня 2014    | Анастейша ( США)                                                             | музика         | |
| 25 червня 2014    | Джеймс Блант ( Велика Британія)                                              | музика         | |
| 26 червня 2014    | Дієго Ель Сігала ( Іспанія)                                                  | музика         | |
| 2 липня 2014      | Остін Махон ( США)                                                           | музика         | |
| 24 вересня 2014   | Джессіка Честейн ( США)                                                      | кіно           | |
| 2 жовтня 2014     | Алек Болдвін ( США)                                                          | кіно           | |
| 12 листопада 2014 | Фернандо Льоренте ( Іспанія)                                                 | спорт          | |
| 13 листопада 2014 | Пас Вега ( Іспанія)                                                          | кіно           | |
| 19 листопада 2014 | Бар Рафаелі ( Ізраїль)                                                       | мода           | |
| 21 січня 2015     | Дженніфер Коннеллі ( США)                                                    | кіно           | |
| 26 січня 2015     | Кандела Пенья ( Іспанія) та Інма Куеста ( Іспанія)                           | кіно           | Спеціальною гостею ефіру стала еквілібристка Тетяна Кундик                                            |
| 24 лютого 2015    | Хоакін Сабіна ( Іспанія)                                                     | музика         | |
| 24 березня 2015   | Марго Роббі ( Австралія) та Вілл Сміт ( США)                                 | кіно           | |
| 16 квітня 2015    | Ліам Нісон ( Ірландія)                                                       | кіно           | |
| 28 квітня 2015    | Ана Белен ( Іспанія) та Віктор Мануель ( Іспанія)                            | музика         | |
| 30 квітня 2015    | Розамунд Пайк ( Велика Британія)                                             | кіно           | |
| 4 травня 2015     | Есперанса Агірре ( Іспанія)                                                  | політика       | |
| 7 липня 2015      | Клара Лаго ( Іспанія)                                                        | кіно           | |
| 8 липня 2015      | Кара Делевінь ( Велика Британія)                                             | мода           | |
| 1 вересня 2015    | Серхіо Бускетс ( Іспанія)                                                    | спорт          | |
| 3 вересня 2015    | Бенісіо дель Торо ( США) та Тім Роббінс ( США)                               | кіно           | |
| 6 жовтня 2015     | Сорая Саенс де Сантамарія ( Іспанія)                                         | політика       | |
| 2 листопада 2015  | Жульєт Бінош ( Франція)                                                      | кіно           | |
| 9 листопада 2015  | Альваро Мората ( Іспанія)                                                    | спорт          | |
| 25 листопада 2015 | Гарбінє Мугуруса ( Іспанія)                                                  | спорт          | |
| 16 грудня 2015    | Річард Гір ( США)                                                            | кіно           | |
| 21 січня 2016     | Кейлор Навас ( Коста-Рика)                                                   | спорт          | |
| 26 січня 2016     | Мірея Лалагуна ( Іспанія)                                                    | мода           | |
| 1 лютого 2016     | Вілл Ферелл ( США), Оуен Вілсон ( США) та Бен Стіллер ( США)                 | кіно           | |
| 1 березня 2016    | Ана Обрегон ( Іспанія)                                                       | кіно           | |
| 17 травня 2016    | Іско ( Іспанія)                                                              | спорт          | |
| 20 червня 2016    | Педро Санчес ( Іспанія)                                                      | політика       | |
| 7 вересня 2016    | Мірея Бельмонте ( Іспанія)                                                   | спорт          | |
| 8 вересня 2016    | Майлз Теллер ( США) та Джона Гілл ( США)                                     | кіно           | |
| 15 вересня 2016   | Рене Зеллвегер ( США) та Патрік Демпсі ( США)                                | кіно           | |
| 3 жовтня 2016     | Сігурні Вівер ( США)                                                         | кіно           | |
| 13 жовтня 2016    | Меган Трейнор ( США)                                                         | музика         | |
| 14 листопада 2016 | Карлі Клосс ( США)                                                           | мода           | |
| 17 листопада 2016 | Нора Джонс ( США)                                                            | музика         | |
| 20 грудня 2016    | Маріон Котіяр ( Франція) та Майкл Фассбендер ( Ірландія)                     | кіно           | |
| 1 лютого 2017     | Хав'єр Фернандес ( Іспанія)                                                  | спорт          | |
| 6 лютого 2017     | Хулен Лопетегі ( Іспанія)                                                    | спорт          | |
| 1 березня 2017    | Патрік Стюарт ( Велика Британія)                                             | кіно           | |
| 8 березня 2017    | Серхіо Люль ( Іспанія)                                                       | спорт          | |
| 13 березня 2017   | Моніка Наранхо ( Іспанія)                                                    | музика         | |
| 16 березня 2017   | Норман Рідус ( США) та Джеффрі Дін Морган ( США)                             | кіно           | |
| 28 березня 2017   | Карлос Вівес ( Колумбія)                                                     | музика         | |
| 29 березня 2017   | Лукас Васкес ( Іспанія)                                                      | спорт          | |
| 10 травня 2017    | Пако Тоус ( Іспанія)                                                         | кіно           | |
| 29 травня 2017    | Шакіра ( Колумбія)                                                           | музика         | |
| 30 травня 2017    | Марк Бартра ( Іспанія)                                                       | спорт          | |
| 7 червня 2017     | Каетана Гільєн Куерво ( Іспанія)                                             | кіно           | |
| 8 червня 2017     | Софія Бутелла ( Алжир), Том Круз ( США), Аннабелль Волліс ( Велика Британія) | кіно           | |
| 29 червня 2017    | Стів Карелл ( США) та Крістен Віг ( США)                                     | кіно           | |
| 4 липня 2017      | Моніка Белуччі ( Італія)                                                     | кіно           | |
| 5 липня 2017      | Том Голланд ( Велика Британія)                                               | кіно           | |
| 4 вересня 2017    | Фернандо Алонсо ( Іспанія)                                                   | спорт          | |
| 6 вересня 2017    | Маргарет Кволлі ( США)                                                       | кіно           | |
| 20 вересня 2017   | Педро Паскаль ( США)                                                         | кіно           | |
| 21 вересня 2017   | Альберто Контадор ( Іспанія)                                                 | спорт          | |
| 28 вересня 2017   | Карра Елехальде ( Іспанія)                                                   | кіно           | |
| 9 листопада 2017  | Джаред Лето ( США)                                                           | музика         | |
| 18 грудня 2017    | Ед Ширан ( Велика Британія)                                                  | музика         | |
| 8 січня 2018      | Карла Бруні ( Франція)                                                       | мода           | |
| 16 січня 2018     | Лідія Валентін ( Іспанія)                                                    | спорт          | |
| 15 березня 2018   | Алісія Вікандер ( Швеція)                                                    | кіно           | |
| 16 березня 2018   | Річард Медден ( Велика Британія) та Кеннет Брана ( Велика Британія)          | кіно           | |
| 3 травня 2018     | Фелісіано Лопес ( Іспанія)                                                   | спорт          | |
| 29 травня 2018    | Андрес Іньєста ( Іспанія)                                                    | спорт          | |
| 25 червня 2018    | Becky G ( США)                                                               | музика         | |
| 4 вересня 2018    | Олівія Манн ( США) та Бойд Голбрук ( США)                                    | кіно           | |
| 5 вересня 2018    | Кароліна Марін ( Іспанія)                                                    | спорт          | |
| 13 вересня 2018   | Пауліна Рубіо ( Мексика)                                                     | музика         | |
| 19 вересня 2018   | Адріана Угарте ( Іспанія)                                                    | кіно           | |
| 26 вересня 2018   | Антоніо де ла Торре Мартін ( Іспанія) та Барбара Ленні ( Іспанія)            | кіно           | |
| 2 жовтня 2018     | Паула Ечеваррія ( Іспанія)                                                   | кіно           | |
| 11 жовтня 2018    | Рік Естлі ( Велика Британія)                                                 | музика         | |
| 30 жовтня 2018    | Рамі Малек ( США)                                                            | кіно           | |
| 15 листопада 2018 | Едді Редмейн ( Велика Британія) та Каллум Тернер ( Велика Британія)          | кіно           | |
| 10 грудня 2018    | Майкл Бубле ( Канада)                                                        | музика         | |
| 18 грудня 2018    | Сауль Ньїгес ( Іспанія)                                                      | спорт          | |
| 5 березня 2019    | Бен Аффлек ( США) та Оскар Айзек ( США)                                      | кіно           | |
| 19 березня 2019   | Девід Гарбор ( США)                                                          | кіно           | |
| 24 березня 2019   | Хуанес ( Колумбія)                                                           | музика         | |
| 2 квітня 2019     | Пабло Касадо ( Іспанія)                                                      | політика       | |
| 8 квітня 2019     | Хайме Лоренте ( Іспанія) та Марія Педраса ( Іспанія)                         | кіно           | |
| 7 травня 2019     | Марта Міланс ( Іспанія)                                                      | кіно           | |
| 9 травня 2019     | Сара Сампайо ( Португалія)                                                   | мода           | |
| 11 червня 2019    | Антоніо Матео Лаос ( Іспанія)                                                | спорт          | |
| 20 червня 2019    | Конча Веласко ( Іспанія)                                                     | кіно           | |
| 24 червня 2019    | Серхіо Каналес ( Іспанія)                                                    | спорт          | |
| 2 вересня 2019    | Пабло Лопес ( Іспанія)                                                       | музика         | |
| 3 вересня 2019    | Она Карбонелл ( Іспанія)                                                     | спорт          | |
| 12 вересня 2019   | Дані Ровіра ( Іспанія)                                                       | кіно           | |
| 11 листопада 2019 | Anitta ( Бразилія)                                                           | музика         | |
| 20 листопада 2019 | Хосе Луїс Пералес ( Іспанія)                                                 | музика         | |
| 3 грудня 2019     | Роберто Баутіста Аґут ( Іспанія)                                             | спорт          | |
| 10 грудня 2019    | Маріано Рахой ( Іспанія)                                                     | політика       | |
| 20 січня 2020     | Бонні Тайлер ( Велика Британія)                                              | музика         | |
| 17 лютого 2020    | Іньякі Вільямс ( Іспанія)                                                    | спорт          | |
| 18 лютого 2020    | Альмудена Сід ( Іспанія)                                                     | спорт          | |
| 19 лютого 2020    | Елізабет Мосс ( США)                                                         | кіно           | |
| 5 березня 2020    | Ана Пелетейро ( Іспанія)                                                     | спорт          | |
| 16 вересня 2020   | Вероніка Форке ( Іспанія) та Інгрід Гарсія-Йонссон ( Іспанія)                | кіно           | |
| 22 вересня 2020   | Албер Рібера ( Іспанія)                                                      | політика       | |
| 30 вересня 2020   | Вуді Аллен ( США)                                                            | кіно           | |
| 6 жовтня 2020     | Кармен Маура ( Іспанія)                                                      | кіно           | |
| 15 жовтня 2020    | Ана Мена ( Іспанія)                                                          | музика         | |
| 3 листопада 2020  | Кармен Мачі ( Іспанія)                                                       | кіно           | |
| 17 листопада 2020 | Дафні Кін ( Велика Британія)                                                 | кіно           | |
| 7 грудня 2020     | Макарена Гарсія ( Іспанія)                                                   | кіно           | |
| 9 грудня 2020     | Інма Куеста ( Іспанія)                                                       | кіно           | |
| 18 січня 2021     | Наті Пелусо ( Аргентина)                                                     | музика         | |
| 5 квітня 2021     | Марія Галіана ( Іспанія)                                                     | кіно           | |
| 28 квітня 2021    | Хав'єр Камара ( Іспанія)                                                     | кіно           | |
| 26 травня 2021    | Феліпе Гонсалес ( Іспанія)                                                   | політика       | |
| 3 червня 2021     | Аляска ( Мексика)                                                            | музика         | |
| 7 червня 2021     | Шерон Стоун ( США)                                                           | кіно           | |
| 9 вересня 2021    | Меттью Мак-Конагей ( США)                                                    | кіно           | |
| 23 вересня 2021   | Ана де Армас ( США)                                                          | кіно           | |
| 7 жовтня 2021     | Артуро Перес-Реверте ( Іспанія)                                              | література     | |
| 11 жовтня 2021    | Бегонья Варгас ( Іспанія)                                                    | кіно           | |
| 1 листопада 2021  | Педро Альмодовар ( Іспанія)                                                  | кіно           | |
| 2 листопада 2021  | Паула Бадоса ( Іспанія)                                                      | спорт          | |
| 30 листопада 2021 | Жерард Піке ( Іспанія)                                                       | спорт          | |
| 25 січня 2022     | Клара Галле ( Іспанія) та Хуліо Пенья ( Іспанія)                             | кіно           | |
| 9 лютого 2022     | Маріана Еспосіто ( Аргентина)                                                | музика         | |
| 23 лютого 2022    | Роберт Паттінсон ( Велика Британія) та Зої Кравітц ( США)                    | кіно           | |
| 26 квітня 2022    | Бенедикт Камбербетч ( Велика Британія)                                       | кіно           | |
| 16 червня 2022    | Алексія Путельяс ( Іспанія)                                                  | спорт          | |
| 19 вересня 2022   | Карлос Алькарас ( Іспанія)                                                   | спорт          | |
| 26 вересня 2022   | Тім Бертон ( США)                                                            | кіно           | |
| 27 вересня 2022   | Джеймі Лі Кертіс ( США)                                                      | кіно           | |
| 20 жовтня 2022    | Денієл Крейґ ( Велика Британія), Кейт Гадсон ( США) та Раян Джонсон ( США)   | кіно           | |
| 23 листопада 2022 | Естер Експосіто ( Іспанія)                                                   | кіно           | |
| 6 грудня 2022     | Ара Малікян ( Іспанія)                                                       | музика         | |
| 14 грудня 2022    | Сем Г'юен ( Велика Британія)                                                 | кіно           | |
| 26 січня 2023     | Мартіна Стоссель ( Аргентина)                                                | музика         | |
| 31 січня 2023     | Луїс де ла Фуенте ( Іспанія)                                                 | спорт          | |